# ماکسیم وویتیخوفسکی
ماکسیم وویتیخوفسکی (اوکراینی: Максим Ігорович Войтіховський؛ زادهٔ ۷ ژانویهٔ ۱۹۹۹) بازیکن فوتبال است.
از باشگاه‌هایی که در آن بازی کرده‌است می‌توان به باشگاه فوتبال چورنومورتس اودسا اشاره کرد.